# Grammy Award for Best Pop Collaboration with Vocals

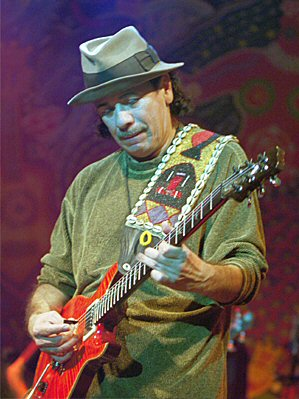
Carlos Santana hat den Grammy Award for Best Pop Collaboration with Vocals im Jahr 2000 gemeinsam mit Rob Thomas und 2003 gemeinsam mit Michelle Branch gewonnen

Der Grammy Award for Best Pop Collaboration with Vocals, auf Deutsch „Grammy-Auszeichnung für die beste Pop-Zusammenarbeit mit Gesang“, ist ein Musikpreis, der von 1995 bis 2011 von der amerikanischen Recording Academy im Bereich Popmusik verliehen wurde.

## Geschichte und Hintergrund
Die seit 1959 verliehenen Grammy Awards werden jährlich in zahlreichen Kategorien von der Recording Academy in den Vereinigten Staaten vergeben, um künstlerische Leistung, technische Kompetenz und hervorragende Gesamtleistung ohne Rücksicht auf die Album-Verkäufe oder Chart-Position zu würdigen.
Eine dieser Kategorien war der Grammy Award for Best Pop Collaboration with Vocals. Der Preis wurde von 1995 bis 2011 vergeben. Die ersten Gewinner des Preises bei dem Grammy Awards 1995 waren Al Green und Lyle Lovett für das Lied Funny How Time Slips Away.
Zu den zweimaligen Preisträgern zählen Alison Krauss, Van Morrison, Pink, Robert Plant und die Band Santana. Christina Aguilera und Stevie Wonder teilen sich mit jeweils sechs Nominierungen die meisten Nominierungen.
Die Auszeichnung wurde nach den Grammy Awards 2011 nach einer umfassenden Überarbeitung der Grammy-Kategorien eingestellt. Im Jahr 2012 wurden alle Duo- oder Gruppendarbietungen in der Pop-Kategorie in die neu gebildete Kategorie Grammy Award for Best Pop Duo/Group Performance ausgezeichnet.

## Gewinner und Nominierte
| Jahr | Gewinner                                                                        | Nationalität                                                                                       | Werk                                 | Nominierte | Bild des/der Gewinner(s)                                                       |
| ---- | ------------------------------------------------------------------------------- | -------------------------------------------------------------------------------------------------- | ------------------------------------ | --- | ------------------------------------------------------------------------------ |
| 1995 | Al Green und Lyle Lovett                                                        | Vereinigte Staaten                                                                                 | Funny How Time Slips Away            | - Bryan Adams, Rod Stewart und Sting – All for Love - Tony Bennett und K.d. lang – Moonglow - John Mellencamp und Me’shell Ndegeocello – Wild Night - Luther Vandross und Mariah Carey – Endless Love |                                                                                |
| 1996 | The Chieftains und Van Morrison                                                 | Irland Vereinigtes Königreich                                                                      | Have I Told You Lately               | - Jon B. und Babyface – Someone to Love - Anita Baker und James Ingram – When You Love Someone - Mariah Carey und Boyz II Men – One Sweet Day - Michael Jackson und Janet Jackson – Scream |                                                                                |
| 1997 | Natalie Cole und Nat King Cole                                                  | Vereinigte Staaten                                                                                 | When I Fall in Love                  | - Burt Bacharach und Elvis Costello – God Give Me Strength - Brandy, Tamia, Gladys Knight und Chaka Khan – Missing You - Whitney Houston und CeCe Winans – Count on Me - Sting, John McLaughlin, Dominic Miller und Vinnie Colaiuta – The Wind Cries Mary - Frank Sinatra und Luciano Pavarotti – My Way |                                                                                |
| 1998 | John Lee Hooker und Van Morrison                                                | Vereinigte Staaten Vereinigtes Königreich                                                          | Don’t Look Back                      | - Babyface und Stevie Wonder – How Come, How Long - Tony Bennett und Billie Holiday – God Bless the Child - Bryan Adams und Barbra Streisand – I Finally Found Someone - Barbra Streisand und Celine Dion – Tell Him                                                                                     |                                                                                |
| 1999 | Elvis Costello und Burt Bacharach                                               | Vereinigtes Königreich Vereinigte Staaten                                                          | I Still Have That Other Girl         | - Babyface und Stevie Wonder – How Come, How Long (Live) - Jackson Browne und Bonnie Raitt – Kisses Sweeter than Wine - Celine Dion und R. Kelly – I’m Your Angel - Van Morrison und The Chieftains – Shenandoah                                                                                         |                                                                                |
| 2000 | Santana und Rob Thomas                                                          | Vereinigte Staaten                                                                                 | Smooth                               | - Celine Dion und Andrea Bocelli – The Prayer - Whitney Houston und Mariah Carey – When You Believe - ’N Sync und Gloria Estefan – Music of My Heart - Santana und Dave Matthews – Love of My Life |                                                                                |
| 2001 | B.B. King und Dr. John                                                          | Vereinigte Staaten                                                                                 | Is You Is, or Is You Ain’t (My Baby) | - Mariah Carey, Joe und 98 Degrees – Thank God I Found You - Sheryl Crow und Sarah McLachlan – The Difficult Kind - Celine Dion und Frank Sinatra – All the Way - Lauryn Hill und Bob Marley – Turn Your Lights Down Low                                                                                 |                                                                                |
| 2002 | Christina Aguilera, Lil’ Kim, Mýa und Pink                                      | Vereinigte Staaten                                                                                 | Lady Marmalade                       | - Ricky Martin und Christina Aguilera – Nobody Wants to Be Lonely - Tony Bennett und Billy Joel – New York State of Mind - Brian McKnight und Justin Timberlake – My Kind of Girl - Shaggy und Rikrok – It Wasn’t Me                                                                                     | A blonde woman wearing a black gown singing into a microphone.                 |
| 2003 | Santana und Michelle Branch                                                     | Vereinigte Staaten                                                                                 | The Game of Love                     | - Christina Aguilera und Redman – Dirty - India.Arie und Stevie Wonder – The Christmas Song - Tony Bennett und K.d. lang – What a Wonderful World - Sheryl Crow und Don Henley – It’s So Easy - Natalie Cole und Diana Krall – Better Than Anything                                                      |                                                                                |
| 2004 | Sting und Mary J. Blige                                                         | Vereinigtes Königreich Vereinigte Staaten                                                          | Whenever I Say Your Name             | - Christina Aguilera und Lil’ Kim – Can’t Hold Us Down - Tony Bennett und K.d. lang – La vie en rose - Bob Dylan und Mavis Staples – Gonna Change My Way of Thinking - Pink und William Orbit – Feel Good Time                                                                                           |                                                                                |
| 2005 | Ray Charles und Norah Jones                                                     | Vereinigte Staaten                                                                                 | Here We Go Again                     | - Johnny Cash und Joe Strummer – Redemption Song - Ray Charles und Elton John – Sorry Seems to Be the Hardest Word - Paul McCartney und Eric Clapton – Something - Stevie Wonder und Take 6 – Moon River                                                                                                 |                                                                                |
| 2006 | Gorillaz und De La Soul                                                         | Vereinigtes Königreich Vereinigte Staaten                                                          | Feel Good Inc.                       | - The Black Eyed Peas und Jack Johnson – Gone Going - Foo Fighters und Norah Jones – Virginia Moon - Herbie Hancock und Christina Aguilera – A Song for You - Stevie Wonder und India.Arie – A Time to Love                                                                                              |                                                                                |
| 2007 | Tony Bennett und Stevie Wonder                                                  | Vereinigte Staaten                                                                                 | For Once in My Life                  | - Mary J. Blige und U2 – One - Sheryl Crow und Sting – Always on Your Side - Nelly Furtado und Timbaland – Promiscuous - Shakira und Wyclef Jean – Hips Don’t Lie | Older man smiling and wearing black sunglasses while in front of a microphone. |
| 2008 | Robert Plant und Alison Krauss                                                  | Vereinigtes Königreich Vereinigte Staaten                                                          | Gone Gone Gone (Done Moved On)       | - Tony Bennett und Christina Aguilera – Steppin’ Out - Beyoncé und Shakira – Beautiful Liar - Gwen Stefani und Akon – The Sweet Escape - Timbaland, Nelly Furtado und Justin Timberlake – Give It to Me                                                                                                  | A woman in a blue dress holding a fiddle sings into a microphone.              |
| 2009 | Robert Plant und Alison Krauss                                                  | Vereinigtes Königreich Vereinigte Staaten                                                          | Rich Woman                           | - Alicia Keys und John Mayer – Lesson Learned - Madonna, Justin Timberlake und Timbaland – 4 Minutes - Maroon 5 und Rihanna – If I Never See Your Face Again - Jordin Sparks und Chris Brown – No Air | A woman in a blue dress holding a fiddle sings into a microphone.              |
| 2010 | Jason Mraz und Colbie Caillat                                                   | Vereinigte Staaten                                                                                 | Lucky                                | - Rosanne Cash und Bruce Springsteen – Sea of Heartbreak - Ciara und Justin Timberlake – Love Sex Magic - Willie Nelson und Norah Jones – Baby, It's Cold Outside - Taylor Swift und Colbie Caillat – Breathe                                                                                            | A curly haired man, strumming a guitar and wearing a white shirt.              |
| 2011 | Herbie Hancock, Pink, India.Arie, Seal, Konono Nº1, Jeff Beck und Oumou Sangaré | Vereinigte Staaten Vereinigtes Königreich Demokratische Republik Kongo Vereinigtes Königreich Mali | Imagine                              | - B.o.B, Eminem und Hayley Williams – Airplanes Part II - Elton John und Leon Russell – If It Wasn't for Bad - Lady Gaga und Beyoncé – Telephone - Katy Perry und Snoop Dogg – California Gurls |                                                                                |